# Franziskanerkirche (Ingolstadt)

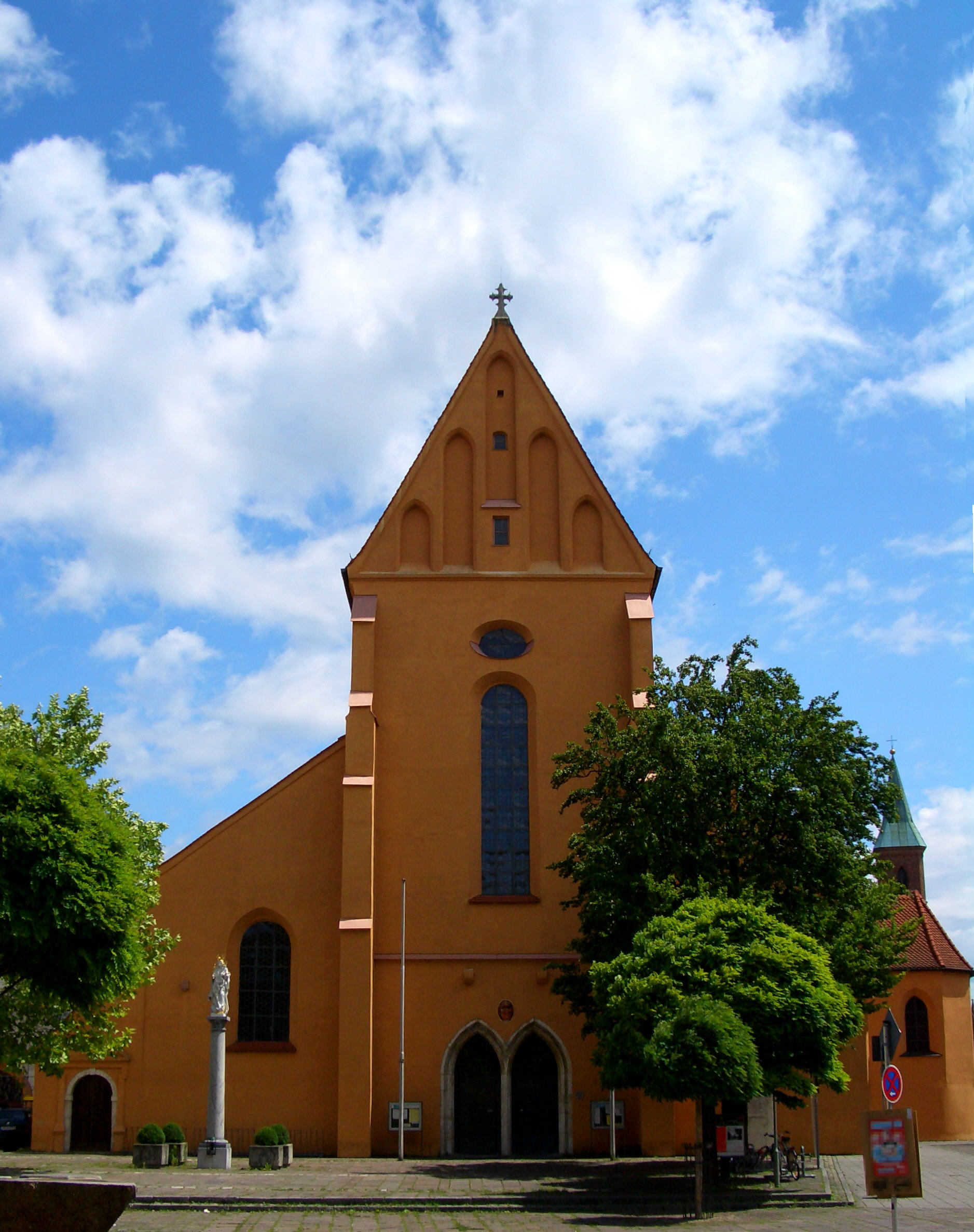
Die Franziskanerkirche

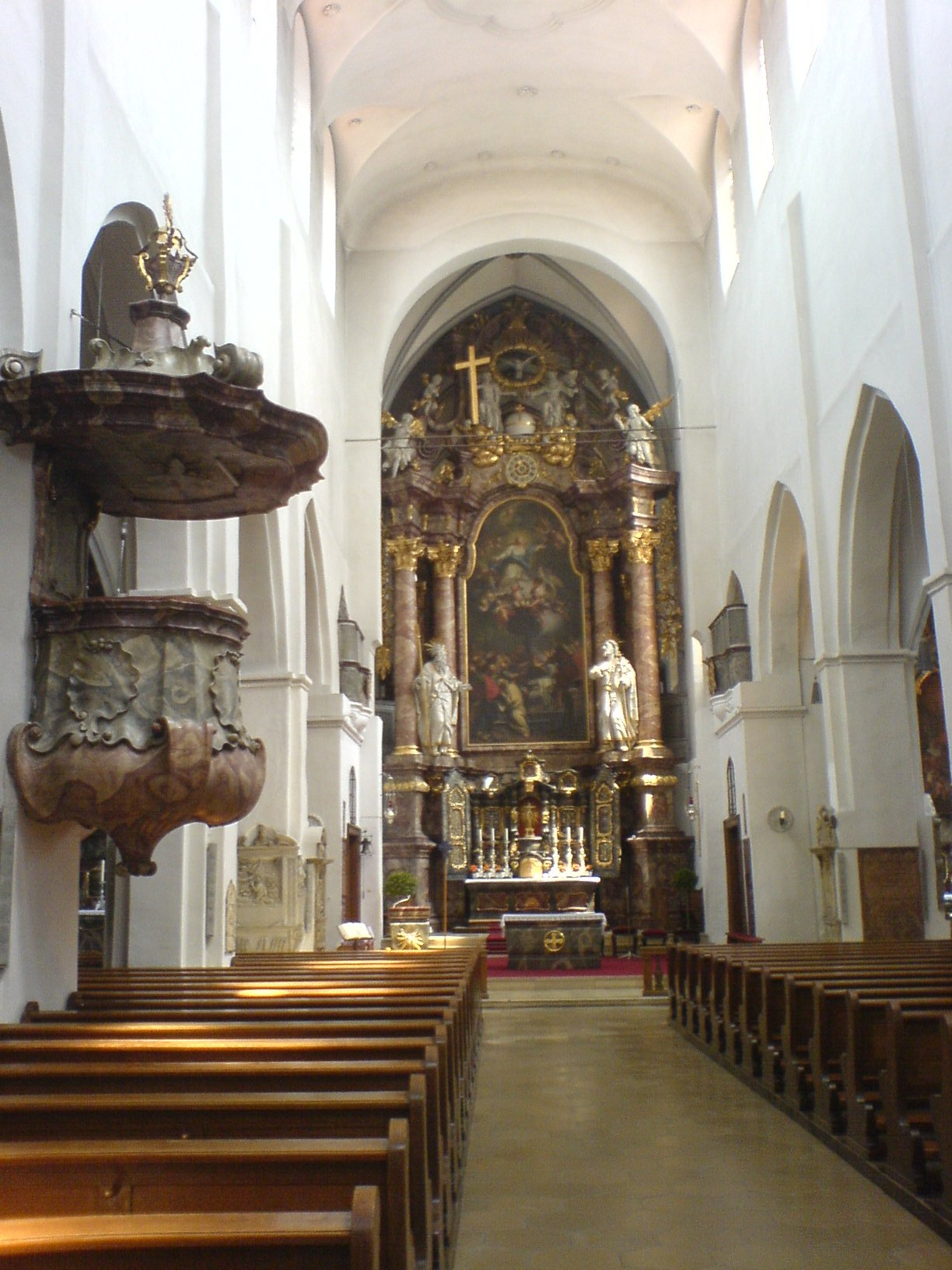
Das Mittelschiff der Kirche mit dem barocken Hochaltar

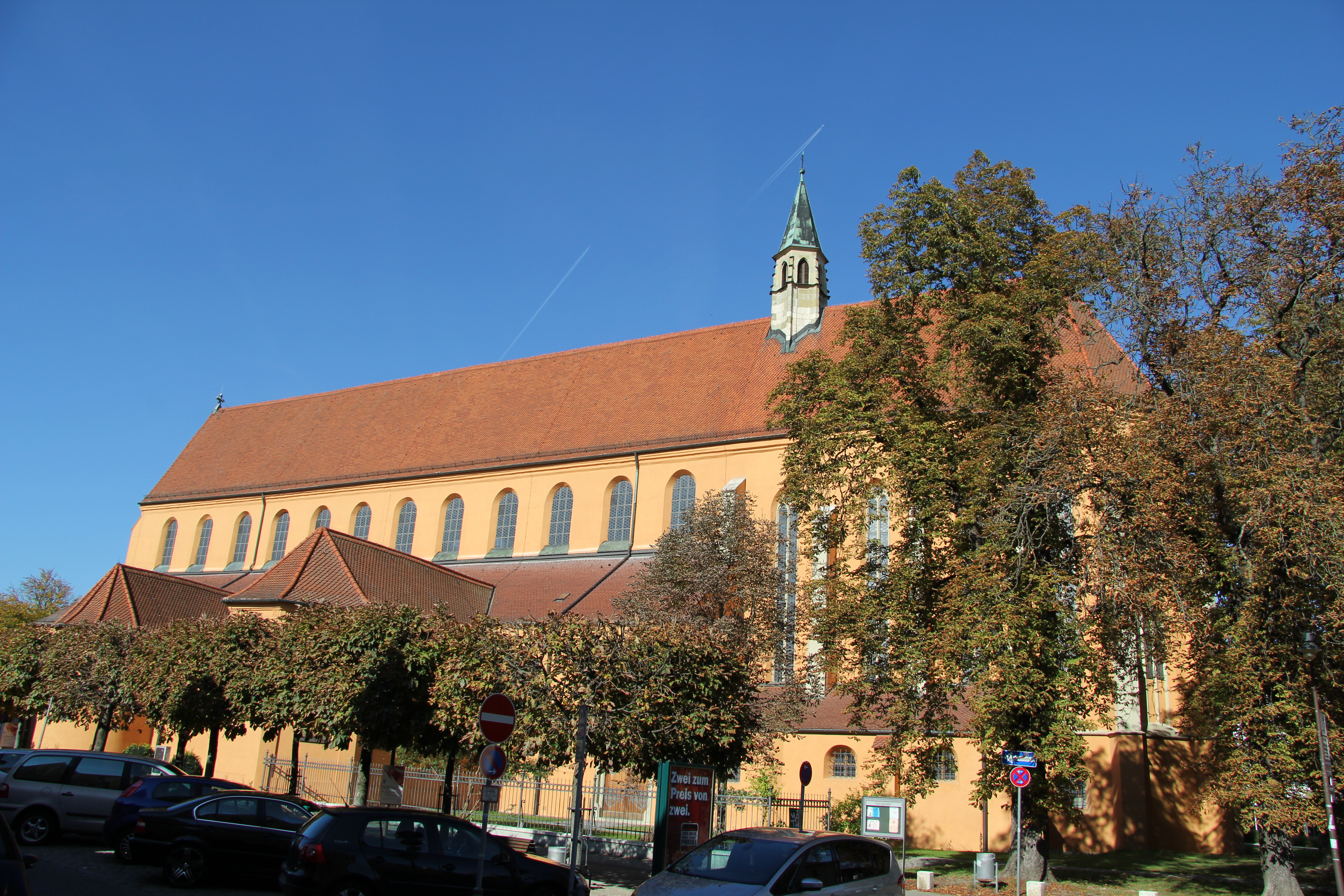
Die Franziskanerkirche, Südansicht

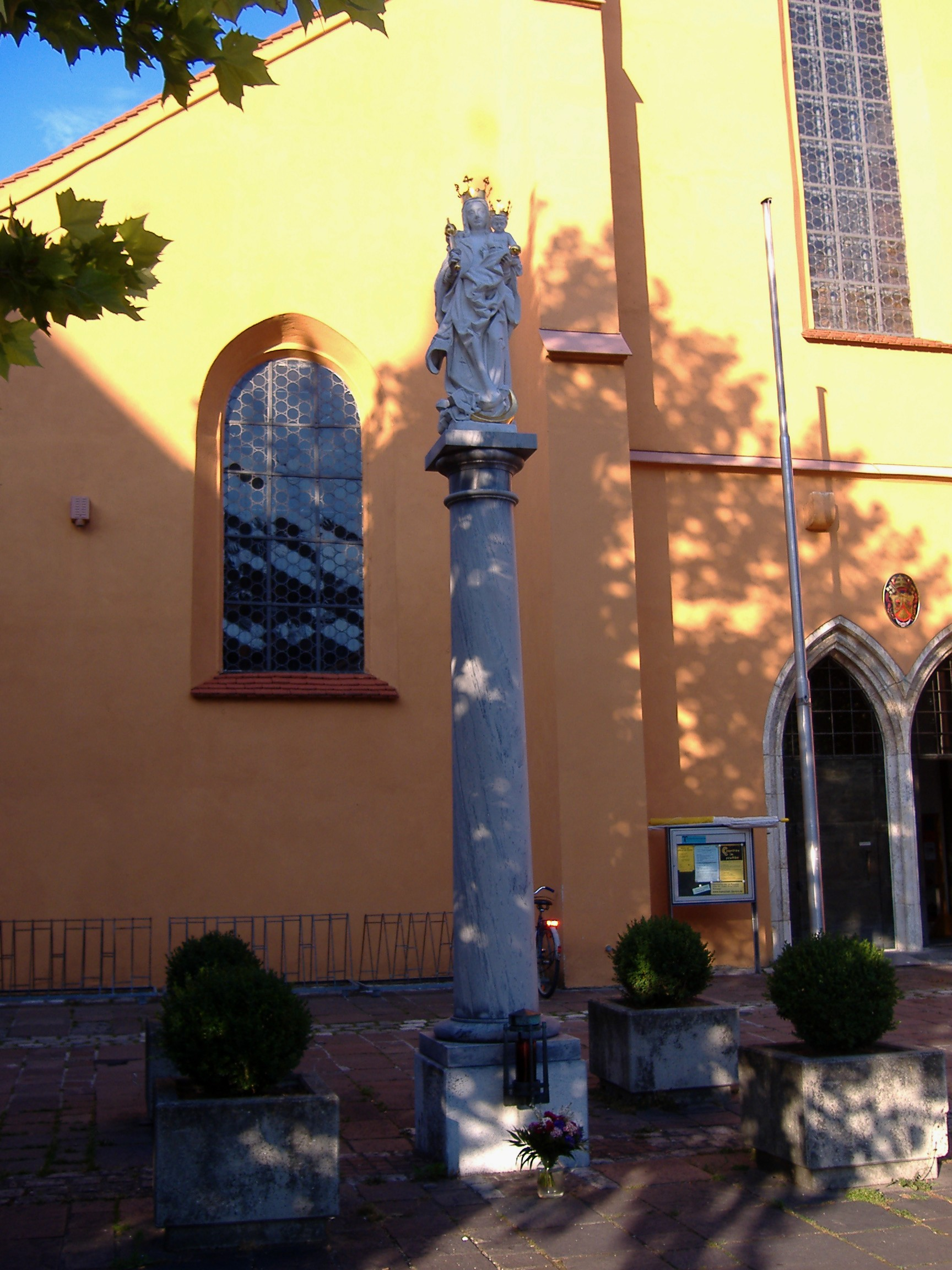
Mariensäule vor der Kirche

Die Franziskanerkirche Mariä Himmelfahrt in Ingolstadt ist eine frühgotische dreischiffige flachgedeckte Basilika. Sie war die Klosterkirche des Franziskanerklosters Ingolstadt, das von 2006 bis März 2023 ein Kapuzinerkloster war. Die Kirche hat eine Länge von 71,70 Metern, ist 20,65 Meter breit und 28,60 Meter hoch. Wie zahlreiche andere Kirchen der Franziskaner im Bettelordensstil hat sie keinen Kirchturm, sondern verfügt nur über einen kleinen Dachreiter.

## Geschichte
Im Jahr 1270 bewilligte der oberbayerische Herzog Ludwig der Strenge den Bau eines Klosters der Minderbrüder (Minoriten) außerhalb der ersten Stadtumwallung von Ingolstadt. Bereits 1275 wurde mit dem Bau einer Klosterkirche begonnen, 1277 wurde der Choraltar geweiht. Für den 13. Januar 1314 weisen die Chroniken den Besuch des Kaisers Ludwig der Bayer in der Kirche nach. Die genaue Form des Baus für das frühe 14. Jahrhundert kann nur vermutet werden, wobei eine dendrochronologische Untersuchung des Dachwerks dessen Datierung auf die Zeit zwischen 1302 und 1304 erlaubt. Sicher ist, dass der Umbau der Kirche in die jetzige Form allerdings erst gegen Ende des 14. Jahrhunderts etwa um 1383 begonnen haben dürfte und sich über mehrere Jahrzehnte erstreckt hat.
Ebenfalls im 14. Jahrhundert wurde auch der Chor umgebaut, der die volle Breite des Mittelschiffs hat. Weitere bauliche Veränderungen betrafen die Wölbung der Schiffe. So wurden um 1500 die Seitenschiffe und zwischen 1716 und 1718 das Mittelschiff eingewölbt. Im 18. Jahrhundert erfolgte nach einem Brand die teilweise Umgestaltung des Inneren mit dem spätbarocken Hochaltar, wobei zahlreiche gotische Auszierungen entfernt wurden. Bereits 1621 zogen die Observanten, die heutigen Franziskaner, in Kloster und Kirche ein. Seit Gründung der Universität Ingolstadt im Jahr 1472 diente die Klosterkirche als Grabstätte der Professoren, aber auch der hohen Militärs der Stadt. Um 1741 schenkte der Gerichtsmediziner Franz Anton Stebler der Klosterkirche als Gnadenerweise gefeierte Reliquien (Knochen des hl. Antonius von Padua, Partikel des hl. Liborius, des hl. Ubaldus und Kreuzpartikel) und 1746/47 auch etwa 12 weitere Heiligenreliquien. Zudem stiftete bzw. spendete er verschiedene Behältnisse für die Reliquien, Statuen und Altäre. Im Jahr 1802 wurde das Franziskanerkloster säkularisiert.
Mit der Wiederzulassung der Franziskaner in Bayern im Jahr 1827 durch König Ludwig I. erhielten die Franziskaner im ebenfalls 1802 säkularisierten Kloster ob der Schutter der Augustiner eine neue Bleibe. Die Kirche wurde 1837 zur Garnisonkirche umfunktioniert. Nach der Zerstörung des Klosters ob der Schutter und der zugehörigen Kirche bei einem Luftangriff auf Ingolstadt während des Zweiten Weltkriegs erhielten die Franziskaner ihre alte Kirche zurück. 2005 verließen die Franziskaner das Kloster, von 2006 bis März 2023 wurde es vom Kapuzinerorden genutzt. Nach dem Weggang der Kapuziner ist die weitere Verwendung der Kirche unklar.
Am 1. Juni 1964 erhielt die Kirche durch Papst Paul VI. den Titel Basilica minor.

## Ausstattung
Im Inneren der Franziskanerkirche fallen vor allem die über 100 Grabsteine und Epitaphien auf. Unter ihnen findet sich beispielsweise auch das Grab des Astronomen Peter Apian. In der südwestlichen Ecke der Kirche befindet sich der Kreuzaltar mit einer volkstümlichen Darstellung des Gekreuzigten. In der Messbundkapelle, der westlichen der beiden Seitenkapellen befindet sich die Schutter-Muttergottes, das alte Wallfahrtsbild des Ingolstädter Messbundes.

## Orgel

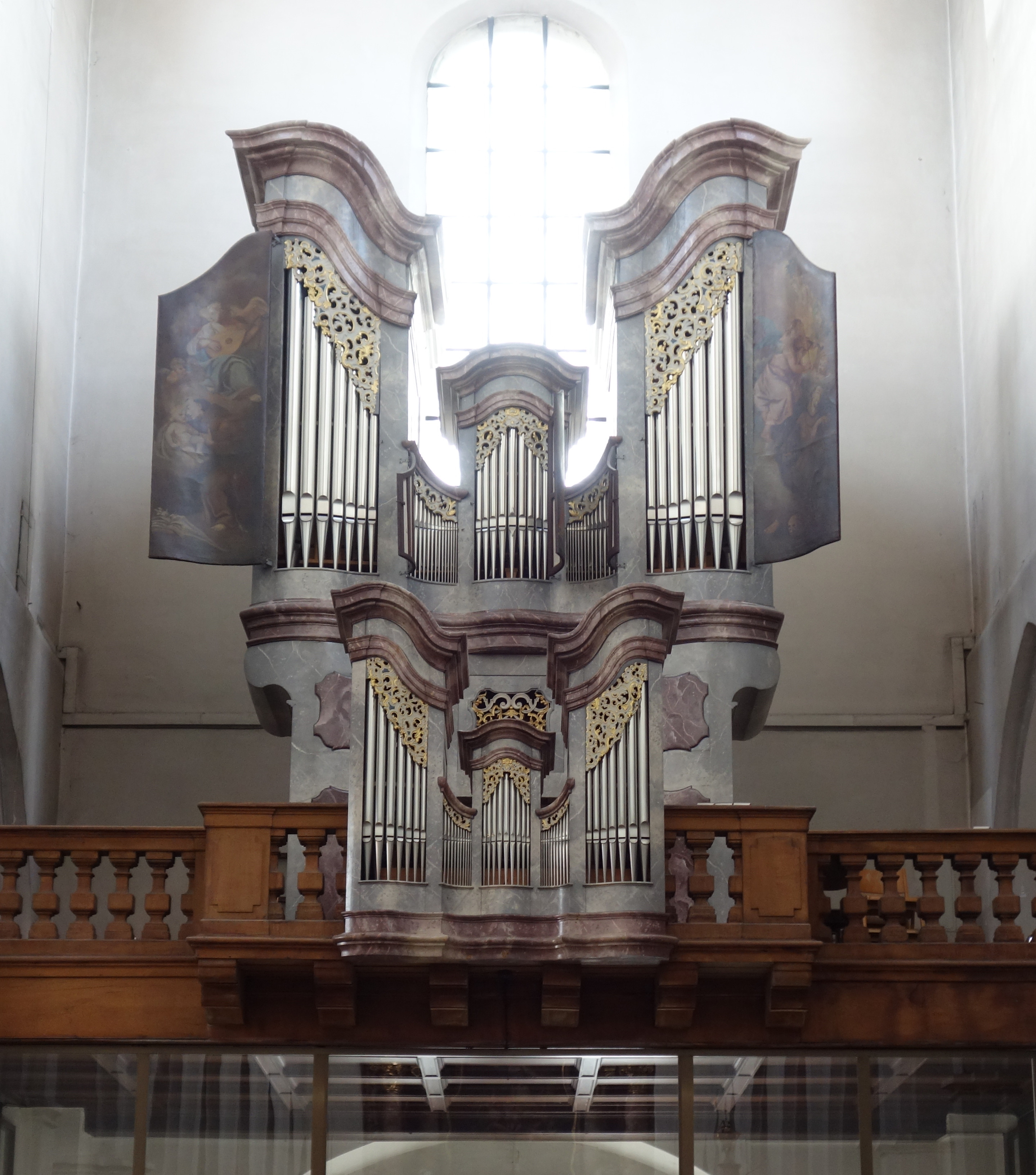
Orgelprospekt mit Rückpositiv

Die Orgel wurde 1981 von Mathis Orgelbau erbaut. Das Schleifladen-Instrument hat 35 Register auf drei Manualen und Pedal. Die Spiel- und Registertrakturen sind mechanisch.
| I Rückpositiv C–f3 |       |
| Gedackt            | 8′    |
| Prästant           | 4′    |
| Spitzgedackt       | 4′    |
| Sesquialter        | 2 ⁄3′ |
| Octave             | 2′    |
| Waldflöte          | 2′    |
| Sifflöte           | 1′    |
| Scharf             | 1′    |
| Krummhorn          | 8′    |
| Tremulant          |       |

| II Hauptwerk C–f3 |       |
| Bourdon           | 16′   |
| Prinzipal         | 8′    |
| Hohlflöte         | 8′    |
| Salicional        | 8′    |
| Octave            | 4′    |
| Spitzflöte        | 4′    |
| Quinte            | 2 ⁄3′ |
| Octave            | 2′    |
| Mixtur            | 1 ⁄3′ |
| Trompete          | 8′    |

| III Brustwerk C–f3 |        |
| Gedackt            | 8′     |
| Rohrflöte          | 4′     |
| Prinzipal          | 2′     |
| Larigot            | 1 ⁄3′  |
| Terz               | 1 3⁄5′ |
| Cymbel             | 1⁄2′   |
| Vox humana         | 8′     |
| Tremulant          |        |

| Pedalwerk C–f1 |         |
| Prinzipal      | 16′     |
| Subbass        | 16′     |
| Quintbass      | 10 2⁄3′ |
| Octavbass      | 8′      |
| Pommer         | 8′      |
| Choralbass     | 4′      |
| Mixtur         | 2 ⁄3′   |
| Posaune        | 16′     |
| Zinke          | 8′      |

- Koppeln: I/II, III/II, I/P, II/P

## Denkmäler

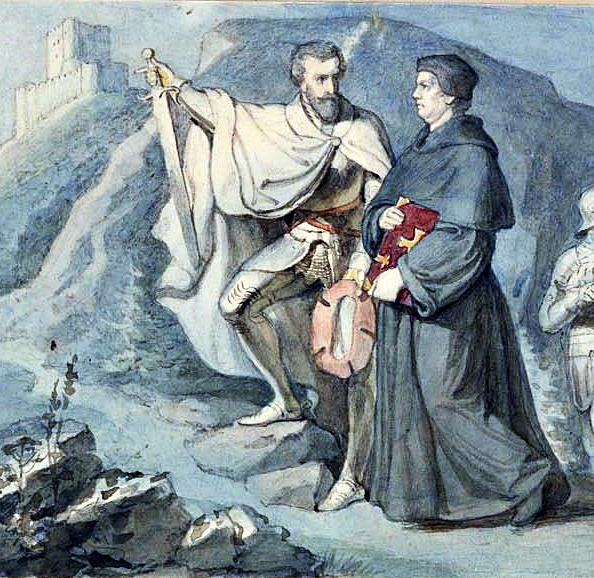
Christoph Langenmantel vom Sparren bringt Luther nach Hohenschwangau. Entwurf von Wilhelm Lindenschmit dem Älteren, zu seinem Großfresko auf Schloss Hohenschwangau, 1835

An der Außenseite der Kirche befinden sich sowohl am Franziskanerplatz, als auch an der Schrannenstraße mehrere Denkmäler und Gedenksteine unter anderem für die Kriegsvermissten der Stadt Ingolstadt.
Eines davon (Außenseite nördliches Seitenschiff) ist das Epitaph des Freisinger Domherrn Christoph Langenmantel vom Sparren († 1538), der Martin Luther in der Nacht vom 19. zum 20. Oktober 1518 heimlich aus der Stadt Augsburg brachte und ihm zur Flucht verhalf. Laut einer Legende soll er ihn anschließend auch nach Schloss Hohenschwangau geführt haben. Diese Legende ließ König Max II. dort im Schwangauer Zimmer, durch den Maler Wilhelm Lindenschmit, in Form eines romantisierenden Wandgemäldes darstellen auf dem der hier begrabene Domherr in Ritterkleidung verewigt ist.

## Epitaphien
- Epitaph für Hans und Dorothea Esterreicher
- Johann von der Leiter (Epitaph in der Franziskanerkirche)
- Christoph Gewold

## Drohende Kirchenschließung 2023
Nachdem im Mai 2023 der letzte Kapuziner das nahe Kloster verlassen hatte, fanden in der Kirche zunächst keine Gottesdienste mehr statt. Damit drohte dem Gotteshaus eine „Entweihung“ (Profanierung). Dank eines Unterstützerkreises konnte die Kirchenschließung im Juni 2023 vorläufig abgewendet werden.